# Newnan
Newnan é uma cidade localizada no estado americano de Geórgia, no Condado de Coweta.

## Demografia
Segundo o censo americano de 2000, a sua população era de 16.242 habitantes.
Em 2006, foi estimada uma população de 27.097, um aumento de 10855 (66.8%).

## Geografia
De acordo com o United States Census Bureau tem uma área de
46,9 km², dos quais 46,4 km² cobertos por terra e 0,5 km² cobertos por água.

## Localidades na vizinhança
O diagrama seguinte representa as localidades num raio de 20 km ao redor de Newnan.